# 安息浸礼会
安息浸礼会（英語：Seventh Day Baptists）是一个浸礼宗教派，守安息日，起源于1650年代的英国，1665年传播到北美殖民地的罗德岛。目前在全世界22个国家有5万名信徒，其中印度有2万人，美国有5000人。美国总部设于威斯康辛州Janesville。

## 北美差会
北美安息浸礼会于1842年设立海外传教差会安息浸礼会差会（Seventh Day Baptist Mission；Seventh-Day Baptist Missionary Society）。美国差会总部设于罗德岛州阿舍韦，现设于韦斯特利（Westerly）。
传教地点：
- 中国 1847 - 1950
- 巴勒斯坦 1854 - 1860
- 英格兰 1896 - 1900
- 马拉维 1898 - 1914, 1953 - 1990
- 加纳 1901
- 圭亚那 1913 - 1930, 1961 - 1974
- 牙买加 1923 - 1978
- 菲律宾 1979 - 1985
- 菲律宾 1987 - 1990
- 墨西哥 1998 - 2008

## 安息浸礼会在中国
美国安息浸礼会差会于1847年派遣传教士前往中国，贾本德（Solomon Carpenter）和黄德我（华德纳，Nathan Wardner）抵达香港，不久转往上海，在西城区开始工作。1902年开辟第二个传教站：太仓浏河。
1917年，安息浸礼会在上海和浏河两地建有两座教堂，西教士9人，华传道20人，受餐信徒121人。1919年，安息浸礼会在江苏省派遣10名西教士，受餐信徒125人。1935年，安息浸礼会在上海和浏河两座教堂，有西教士8人，华传道29人，受餐信徒200人，开办上海惠中中学、惠中女中，浏河惠中医院。监督费牧师驻上海斜桥徐家汇路惠中堂。